# メアリー・エドワーズ・ウォーカー

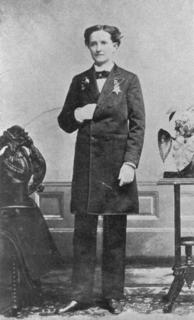
1870年頃のメアリー・エドワーズ・ウォーカー。彼女はよく男性の服装をし、その男装（異性装）のために逮捕されたことも何度かある。

メアリー・エドワーズ・ウォーカー（Mary Edwards Walker, 1832年11月26日 - 1919年2月21日）は、南北戦争で活躍したアメリカの軍医。女性として名誉勲章を授けられた唯一の人物である。フェミニストでもあり、生涯のほとんどを男装してすごした。

## 生涯

### 生い立ち
メアリー・ウォーカーは、ニューヨーク州オスウィーゴのアルヴァー・ウォーカーとヴェスタ・ウォーカーの間に生まれた。
教師として働いて得た学資をもとに医学を学び、1855年、シラキューズ医学大学で博士号を得、卒業した。
学友のアルバート・ミラーと結婚し、2人で共同してニューヨーク州ロームで開業した。しかし、その当時、女性の医者というものが信用をされなければ敬意も払われなかったため、繁盛することはなかった。

### 南北戦争に参加
南北戦争が始まると、メアリー・ウォーカーは民間人として北軍に志願した。陸軍には女性の軍医が存在しなかったため、当初は、看護師としての実務のみが許された。この時期、1861年7月21日の第一次ブルランの戦いに参加し、ワシントンD.C.の特許局病院にも勤務している。また、フレデリックスバーグの戦いやチカモーガの戦いの直後のチャタヌーガなど、北軍の前線にほど近い野戦地でも無償の外科医として活動した。やがて、1863年9月に『少軍医候補生（民間人）契約』をカンバーランド軍と交わし、女性として史上初の合衆国陸軍軍医になった。
その後、第52オハイオ歩兵連隊の少軍医として勤務した。この期間、彼女は頻繁に前線を越えて敵地に入り、民間人の治療にあたった。1864年4月10日、南軍の部隊に捕らえられ、スパイとして逮捕された（実際にスパイ活動を行っていたという見方もある）。逮捕後リッチモンドへ送られ、1864年8月12日に捕虜交換の一部として解放された。引き続きアトランタの戦いに参加した後、ケンタッキー州ルイビルの女性捕虜収容所の監督を務め、テネシーの孤児院の院長となった。

### 名誉勲章の授与
戦後、ウィリアム・T・シャーマン、ジョージ・ヘンリー・トーマスの両将軍がメアリー・ウォーカーを名誉勲章の受勲候補として推挙した。1865年11月11日、アンドリュー・ジョンソン大統領の署名の元、特に第一次ブル・ランの戦いにおける功績に対し、名誉勲章が送られた。
勲章の授与に伴う賞状には次のように書かれている。
報告により明らかであることは、メアリー・E・ウォーカー医学博士は政府に価値ある貢献を行い、さまざまな面で熱意に満ちた目ざましい努力を行い、しかもケンタッキー州ルイビルの女性捕虜収容所においては陸軍大将シャーマンおよび陸軍大将トーマスの推挙されて服務した少軍医としての義務と責任を全うした。合衆国軍医として誠実に働き、戦場と療養所との両方で、自身の健康も省みず、傷病兵に対して愛国的情熱をもって治療に尽くし、軍医として活動していた間には4か月にわたり南軍の捕虜収容所での戦時捕虜生活に耐え忍んだ。

軍人にあらざる彼女ゆえに現行法の下では名誉昇進を与えることはできないが、大統領は彼女の功績と苦難に対しなんらかの栄誉が認められてしかるべきものと考える。よって、メアリー・E・ウォーカー博士へ、そのおおいなる貢献に対し、名誉勲章を与えるものとする。
戦後はライターや講師として、健康や節制、女性の権利、女性の衣装改革といった問題を論じることに人生を費やした。
1917年、合衆国議会により、名誉勲章の授与基準が「敵との直接的な戦闘」に関わった者にのみ与えるものとされ、それまでに授与されていた勲章のうち条件を満たさない900件あまりの勲章について返還を求めることとなった。この対象に、メアリー・エドワーズ・ウォーカーやバッファロー・ビル等も含まれている。ウォーカーはこの返還命令を拒否、死ぬまで勲章を身に帯びていた。ウォーカーの死後の1977年、ジミー・カーター大統領によって、ウォーカーの名誉勲章が回復されている。
第二次世界大戦中に建造されたリバティ船「SSメアリー・ウォーカー」は彼女にちなんで名づけられたものである。

## 参考資料
- 米国国立医学図書館における メアリー・エドワーズ・ウォーカーの伝記 [英語]
- Women in History における メアリー・エドワーズ・ウォーカーの記事 [英語]